# 제22회 미국 감독 조합상
제22회 미국 감독 조합상은 1969년 뛰어난 활동을 보인 영화 감독을 기리기 위해 1970년 2월에 열린 시상식이다. 뉴욕, Waldorf-Astoria Hotel에서 개최되었다.

## 수상 및 후보

### 감독상(영화부문)
- 미드나잇 카우보이 - 존 슐레진저 수상

### 공로상
- 프레드 진네만 수상